# Лысцево (Вологодская область)
Лысцево — деревня в Кирилловском районе Вологодской области.
Входит в состав Талицкого сельского поселения, с точки зрения административно-территориального деления — в Колкачский сельсовет.
Расстояние до районного центра Кириллова по автодороге — 57,3 км, до центра муниципального образования Талиц по прямой — 10 км. Ближайшие населённые пункты — Устиново, Кукманино, Денисово, Оксино, Починок.
По переписи 2002 года население — 7 человек.